# Rudolf Hirth du Frênes
Rudolf Hirth du Frênes (* 24. Juli 1846 in Gräfentonna bei Gotha; † 1. Mai 1916 in Miltenberg) war ein deutscher Maler.

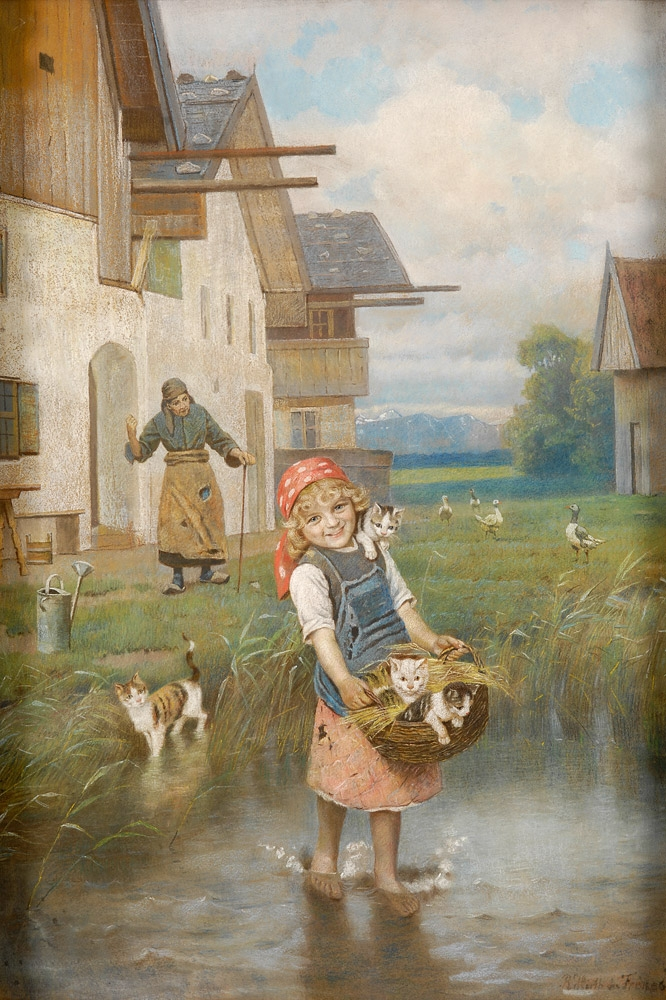
Rudolf Hirth du Frênes: Die Katzenmama

Hirth du Frênes war der Sohn des Notars Georg Hirth und dessen Ehefrau Louise Drevelle du Frênes. Der Sinologe Friedrich Hirth und der Schriftsteller Georg Hirth waren seine Brüder. Seinen Beinamen „du Frênes“ entlehnte Hirth dem Familiennamen seiner Mutter.
Mit 15 Jahren kam Hirth 1861 als Schüler zu August von Kreling an der Kunstgewerbeschule Nürnberg. Vier Jahre später wechselte Hirth mit Empfehlungen seiner Lehrer an die Akademie der Bildenden Künste München und wurde Schüler von Hermann Anschütz. Im darauffolgenden Jahr kam er in die Klasse von Arthur von Ramberg, bei dem er bis zu dessen Tode 1875 blieb. In Rambergs Kursen war Hirth einige Jahre Kommilitone von Theodor Alt, Johann Sperl, Fritz Schider und Wilhelm Leibl.
1866 gründete Hirth zusammen mit Alt, Leibl und Sperl ein gemeinsames Atelier in München. Dieser Freundeskreis war dann auch die Kernzelle des später so berühmten Leibl-Kreises. Daneben befreundete sich Hirth aber auch mit Otto Seitz und Wilhelm Steinhausen und fungierte so quasi als Bindeglied zwischen den Künstlern des Münchner Realismus.
Um 1880 unternahm Hirth eine längere Studienreise nach Holland. Diese Reise dauerte letztendlich fünf Jahre und führte ihn in Holland, Belgien und Frankreich zu allen wichtigen Ateliers, Galerien und Museen. Im Sommer 1885 kehrte Hirth wieder nach Deutschland zurück und ließ sich nach kurzem Aufenthalt in München in Dießen am Ammersee nieder. 
Hirth stand künstlerisch – gleich seinen Freunden und Kollegen – unter dem Einfluss Leibls. Selbst die Hinwendung Leibls zu Gustave Courbet wirkte sich auf das Schaffen Hirths aus. Obgleich Hirth sich in den Niederlanden auch Frans Hals verschrieben hatte. Als sich im Sommer 1876 der Leibl-Kreis auflöste, verlor Hirth seine Inspiration und seine Bilder die Qualität. Fortan verlegte sich Hirth auf Porträts und verdiente damit seinen Lebensunterhalt. Allerdings konnte er sein gewohntes künstlerisches Niveau immer öfter nicht erreichen.
Seine letzten Lebensjahre verbrachte Rudolf Hirth du Frênes in Miltenberg am Main, wo er im Alter von nahezu 70 Jahren am 1. Mai 1916 starb.
Im Museum Stadt Miltenberg am Schnatterloch sind in den Galerieräumen einige seiner Werke zu sehen.

## Werke (Auswahl)
- In der Gartenlaube
- Hopfenlese (1870)
- Allerseelengang (1874)
- Am Strande